# Fallmeisterei (Wülfersreuth)
Fallmeisterei war ein Gemeindeteil der Gemeinde Wülfersreuth im königlich-bayerischen Bezirksamt Berneck.

## Geografie
Die Einöde lag auf einer Höhe von 686 m ü. NHN inmitten des Bischofsgrüner Forsts. Fallhaus war Haus Nr. 24 von Wülfersreuth, das circa einen Kilometer westlich davon lag.

## Geschichte
Fallmeisterei gehörte im 18. Jahrhundert zur Realgemeinde Wülfersreuth. Es unterstand in der Hochgerichtsbarkeit dem bayreuthischen Stadtvogteiamt Berneck. Das Kastenamt Gefrees war Grundherr des Anwesens. Fallmeisterei war nach St. Matthäus (Bischofsgrün) gepfarrt und evangelisch-lutherisch geprägt. Von 1797 bis 1810 unterstand Fallmeisterei dem Justiz- und Kammeramt Gefrees. Infolge des Ersten Gemeindeedikts wurde Fallmeisterei dem 1812 gebildeten Steuerdistrikt Metzlersreuth und der Ruralgemeinde Wülfersreuth zugewiesen. 1861 hatte Fallmeisterei 14 Einwohner. In den nachfolgenden Ortsverzeichnissen wurde der Ort nicht mehr separat aufgelistet.